# 出光豊
出光 豊（いでみつ ゆたか、1930年11月8日 - 2019年11月11日）は、日本の実業家。新出光社長・会長を歴任。

## 経歴
- 1930年11月 福岡県生 出光佐三は伯父
- 1948年 福岡県立修猷館高等学校中退
- 1954年6月 新出光入社
- 1972年4月 新出光石油取締役若松支店長（1955年3月に社名変更）
- 1974年5月 同社取締役企画管理部長
- 1977年5月 同社常務取締役企画管理部長
- 1983年5月 同社専務取締役企画管理・関連会社管掌
- 1987年3月 同社代表取締役社長
- 1989年4月 新出光代表取締役社長（社名変更）
- 1997年6月 同社代表取締役会長
- 2009年6月 同社取締役相談役
- 2012年6月 同社相談役